# Jurapolystoechotes melanoloma
Jurapolystoechotes melanoloma là một loài côn trùng trong họ Polystoechotidae thuộc bộ Neuroptera. Loài này được Ren et al. miêu tả năm 2002.